# Crystal Beach (Nowy Jork)
Crystal Beach – jednostka osadnicza w Stanach Zjednoczonych, w stanie Nowy Jork, w hrabstwie Ontario.